# Karlovica
Karlovica je naselje v Občini Velike Lašče.